# Between Order and Model
Between Order and Model — перший демо-альбом валійського рок-гурту Funeral for a Friend, випущений у 2002 році. В даний час альбом має попит серед колекціонерів. Всі треки, крім «Juno», були включені в альбом 2003 року EP, «Seven Ways to Scream Your Name». «Red Is the New Black» була переписана для першого студійного альбому групи «Casually Dressed & Deep in Conversation», пісня «Juno» була переписана в новому аранжуванні та вийшла під назвою «Juneau». Група записала кліпи на пісні «10:45 Amsterdam Conversations» та «The Art of American Football» наприкінці 2002 року. Пізніше, у середині 2003 року був відзнятий кліп на пісню «Juneau».
Оригінальний CD-диск є золото-кольоровий, але під час перевипуску він вийшов світло-блакитним.

## Список композицій
| #     | Назва                           | Тривалість |
| ----- | ------------------------------- | ---------- |
| 1.    | «10:45 Amsterdam Conversations» | 3:40       |
| 2.    | «Juno»                          | 3:44       |
| 3.    | «Red Is the New Black»          | 5:09       |
| 4.    | «The Art of American Football»  | 2:24       |
| 14:54 |                                 |            |

## Учасники
Funeral for a Friend
- Matt Davies — вокал
- Kris Roberts (aka Coombs-Roberts) — гітара
- Darran Smith — гітара
- Gareth Davies — бас-гітара
- Ryan Richards — барабани, дез-кор

*Not involved in the recording
Учасники, що взяли участь у перезаписі
- Johnny Phillips — барабани
- Matthew Evans — гроулінг
- Andi Morris — бас-гітара

Інші музиканти
- Alwyn Davies — вокал

Запис
- Записано та випущено Джо Ріббом та Funeral for a Friend у 12 серпня 2002 року.
- Розроблений Роджером Хопкінсом і Алвіном Девісом.
- Записано під лейблами Mighty Atom Studios, Swansea.